# Silberohr-Sonnenvogel

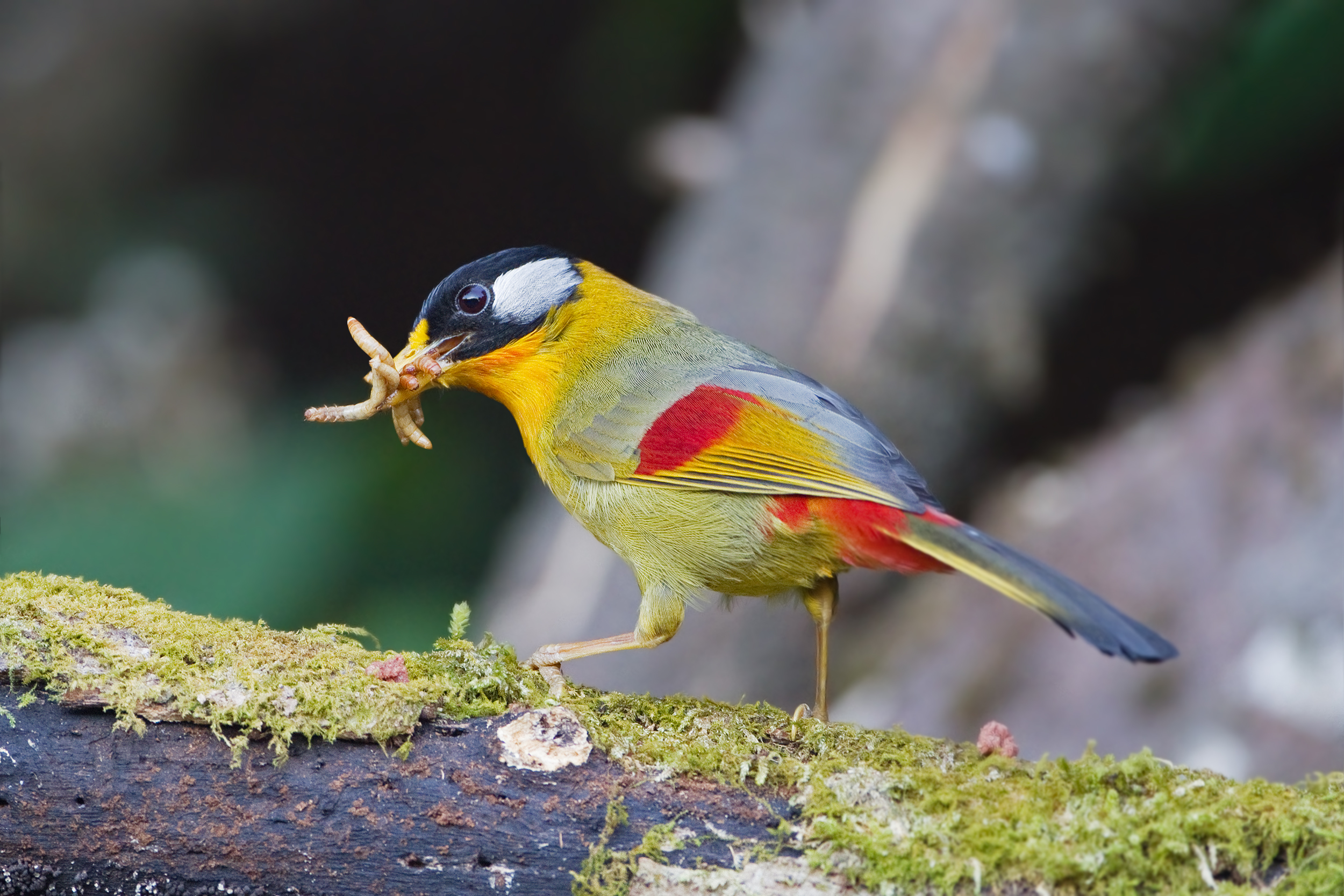
Männchen

Der Silberohr-Sonnenvogel (Leiothrix argentauris) ist eine sperlingsgroßer Singvogelart aus der Familie der Häherlinge (Leiothrichidae).

## Merkmale
Der Silberohr-Sonnenvogel erreicht eine Körperlänge von bis zu 18 cm. Sein Oberkopf ist schwarz, die Ohrdecken silberfarben. Die Stirn ist gelb, Kehle und Brust sind leuchtend gelb-orange gefärbt. Oberseite und Steuerfeder sind olivfarben. Die Flügel sind gelb gesäumt mit einem auffälligen dunkelroten Flügelspiegel und olivfarbenen Flügeldecken. Die Schwanzdecken sind ebenfalls dunkelrot. Die Iris ist rot, der Schnabel orange und die Füße gelb. Das Männchen unterscheidet sich vom Weibchen durch die olivgelben, unteren Deckfedern des Schwanzes und etwas blassere Färbung des restlichen Gefieders.

## Unterarten
Die IOC World Bird List 8.2 unterscheidet 9 Unterarten. Die Unterarten und Verbreitungsgebiete sind:
- Leiothrix argentauris argentauris (Hodgson, 1837)[4] – Nordost-Indien, Bhutan, Myanmar
- Leiothrix argentauris aureigularis (Koelz, 1953)[5] – Süden von Assam und Westen von  Myanmar
- Leiothrix argentauris vernayi (Mayr & Greenway, 1938)[6] – Nordosten von Assam, Norden von Myanmar und Süden von China
- Leiothrix argentauris galbana (Mayr & Greenway, 1938)[7] – Myanmar und Thailand
- Leiothrix argentauris ricketti (La Touche, 1923)[8] – China (Yunnan, Guixhou, Guangxi),  Laos und Vietnam
- Leiothrix argentauris cunhaci (Robinson & Kloss, 1919)[9] – Laos, Vietnam, Kambodscha
- Leiothrix argentauris tahanensis (Yen, 1934)[10] –  Thailand und Malaysia
- Leiothrix argentauris rookmakeri (Junge, 1948)[11] – Nord-Sumatra
- Leiothrix argentauris laurinae Salvadori, 1879[12] – Süd-Sumatra

## Verbreitung
Die Art kommt vom Himalaya, Süd-China, Myanmar, Laos, Vietnam bis nach Sumatra vor. Sie bewohnt die dichten, immergrünen Gebirgsregenwälder und Strauchgebiete bis in eine Höhe von 2.100 Metern.

## Lebensweise
Es handelt sich um einen Standvogel, der sich hauptsächlich von Insekten, deren Larven, Spinnen sowie von Früchten und Pflanzensamen ernährt. Außerhalb der Brutzeit leben sie in Gruppen von bis zu 30 Vögeln. Sie haben einen lauten, sehr melodischen Gesang.

## Fortpflanzung
In der Paarungszeit sitzt das Männchen auf einen hohen Ansatz, meist nur eine dünne Strauchspitze und singt sehr laut. Das Weibchen baut sein Nest meist sehr niedrig über dem Erdboden im dichten Pflanzenbewuchs. Das Männchen liefert den Weibchen das nötige Baumaterial, wie Grashalme, Wurzelstücken und Vogelfedern. In das Nest legt das Weibchen 3–4 Eier und übernimmt das Ausbrüten fast völlig allein. Nach ca. zwei Wochen schlüpfen die Jungen und werden von beiden Altvögeln mit Futter versorgt.

## Etymologie und Forschungsgeschichte
Brian Houghton Hodgson beschrieb den Silberohr-Sonnenvogel unter dem Basionym Mesia[] Mesia Argentauris.
Das Wort Leiothrix ist griechischen Ursprungs und leitet sich aus den Worten „leios λείος“  für „fein, eben, glatt“ und „thríx θρίξ“  für „Haar“ ab. Das Artepitheton „argentauris“ setzt sich aus den lateinischen Worten „argentum“ für „silber“ und „auris“ für „Ohr“ zusammen. Auch das „aureigularis“ in der Unterart ist ein Wortgebilde aus den lateinischen Worten „aureus“ für „golden“ und „- gularis, gula“ für „-kehlig, Hals, Kehle“. Das Typusexemplar für vernayi wurde während der dreimonatigen Vernay-Hopwood Chindwin Expedition gesammelt. Die Namensgebung stellt eine Ehrerbietung für Arthur Stannard Vernay (1877–1960) dar, einem New Yorker Antiquitätenhändler, der die Expedition finanzierte. Das Wort „galbana“ stammt vom lateinischen Wort „galbanus“ „grünlich gelb“ ab. Zu Ehren von Charles Boughey Rickett (1851–1943), einem Briten der in China gesammelt hat, wurde der Name „ricketti“ vergeben. Der Name der Subspecies L. a. cunhaci ehrt Elie Cunhac, einen der ersten Gebietsansässigen von Đà Lạt. Der Name der Unterart „tahanensis“ leitet sich vom Gunung Tahan ab, dem Gebiet in der das Typusexemplar gesammelt wurde. Henderik Roelof Rookmaaker (1887–1945), der als Gouverneur in Niederländisch-Indien diente und in Aceh um das Jahr 1930 sammelte, ist der Name der Unterart „rookmakeri“ gewidmet. Schließlich und endlich ist „laurinea“ eine Huldigung an die Markgräfin Laura Doria, die mit dem Naturforscher Markgraf Giacomo Doria (1840–1913) vermählt war.